# Stefan Kellner
Stefan Kellner (* 23. März 1962 in Amberg) ist ein früherer deutscher Handballtorwart. Für die deutsche Nationalmannschaft bestritt er zwischen 1986 und 1989 insgesamt acht Länderspiele. Sein Länderspieldebüt hatte er am 19. Oktober 1986 in Stuttgart beim Spiel gegen Serbien und Montenegro.
Der 2,02 m große Kellner ist verheiratet und Vater von zwei Söhnen und einer Tochter.

## Bisherige Vereine
- TV Amberg
- TSV Milbertshofen
- Frisch Auf Göppingen
- SG Wallau/Massenheim

## Erfolge
- 1991 Gewinn des Europapokals der Pokalsieger mit dem TSV Milbertshofen